# Gleb Mossessow
Gleb Konstantinowitsch Mossessow (armenisch Գլեբ Կոնստանտինովիչ Մոսեսով; russisch Глеб Константинович Мосесов, englisch Gleb Konstantinovich Mosesov; * 16. Juli 1998) ist ein russisch-armenischer Skirennläufer.

## Karriere
Mossessow gab sein internationales Renndebüt am 4. Dezember 2014 bei einem FIS-Slalom in Miass. Sein erstes internationales Großereignis bestritt er 2019 bei der Winter-Universiade in Krasnojarsk, wobei er im Riesenslalom den 23. Platz erreichte. Bis zu diesem Zeitpunkt war Mossessow hauptsächlich bei FIS-Rennen in Russland an den Start gegangen, welche auch in den darauffolgenden Jahren seinen Schwerpunkt bildeten.
Nach der Saison 2022/23 wechselte Mossessow zum armenischen Verband, wohl um den Sanktionen nach dem russischen Überfall auf die Ukraine zu entgehen. Sein erstes Rennen für Armenien bestritt er am 8. Dezember 2023 in Hochkrimml.
Zu Ende dieses Winters wurde er erstmals armenischer Meister im Riesenslalom und im Slalom.
2025 nahm Mossessow erstmals an Alpinen Skiweltmeisterschaften teil. Bei den Wettkämpfen in Saalbach konnte er sich als erster armenischer Sportler für die Hauptrennen im Riesenslalom und im Slalom qualifizieren. Sein bestes Ergebnis erreichte er im Slalom mit Platz 34. Dies stellte zugleich das beste Ergebnis eines armenischen Skirennläufers bei Weltmeisterschaften dar, zuvor war dies ein 40. Platz von Arsen Harutjunjan bei den Weltmeisterschaften 1996.

## Erfolge

### Weltmeisterschaften
- Saalbach 2025: 34. Slalom, 47. Riesenslalom

### Far East Cup
- Eine Platzierung unter den besten 10

### Universiade
- Krasnojarsk 2019: 23. Riesenslalom

### Weitere Erfolge
- 11 Siege bei FIS-Rennen
- Armenischer Meister im Riesenslalom (2024)
- Armenischer Meister im Slalom (2024)